# Pınar
Pınar ist ein türkischer weiblicher Vorname mit der Bedeutung „Die Quelle“. Außerhalb der Türkei kann der Name auch in der Schreibweise Pinar auftreten.

## Namensträgerinnen
- Pinar Atalay (* 1978), türkischstämmige deutsche Hörfunk- und Fernsehmoderatorin
- Pınar Ayhan (* 1972), türkische Sängerin
- Pınar Budak (* 1982), türkischstämmige deutsche Taekwondo-Kämpferin
- Pınar Bulut (* 1982), türkische Drehbuchautorin
- Pınar Deniz (* 1993), türkische Schauspielerin
- Pinar Erincin (* 1983), deutsch-türkische Schauspielerin
- Pınar Karabulut (* 1987), deutsche Theaterregisseurin
- Pınar Kür (1943–2025), türkische Schriftstellerin
- Pınar Öğün (* 1984), türkische Schauspielerin
- Pınar Selek (* 1971), türkische Soziologin und Autorin
- Pinar Tanrikolu (* 1984), deutsche Journalistin
- Pınar Toprak (* 1980), türkische Komponistin
- Pinar Yilmaz (* 1988), türkisch-deutsche Amateurboxerin

## Familienname
- Florencia Pinar, kastilische Dichterin

### Fiktive Personen
- Pinar Aslan, Polizeikommissarin in der ZDF-Serie Notruf Hafenkante

## Sonstiges
- Aşağı Pınar, Siedlungshügel in der türkischen Provinz Kırklareli
- Eflatun Pınar, hethitisches Quellheiligtum in der türkischen Provinz Konya